# Terry Antonis
Terry Antonis (Bankstown, 26 novembre 1993) è un calciatore australiano, di origini greche, centrocampista dell'Uthai Thani.

## Caratteristiche tecniche
È un mediano.

## Carriera

### Club

#### Inizi
Cresciuto nelle giovanili del Sydney Olympic e dei Marconi Stallions, ha firmato un contratto triennale con il Sydney FC nel luglio 2010, all'età di sedici anni. Il debutto con la maglia degli Sky Blues è avvenuto l'11 settembre 2010, all'età di sedici anni, 10 mesi e 17 giorni, nell'incontro di campionato Wellington Phoenix-Sydney FC (2-1), subentrando a Hirofumi Moriyasu al minuto 80. Ha messo a segno la sua prima rete con la maglia degli Sky Blues il 16 febbraio 2013, nell'incontro di campionato Sydney FC-Adelaide United (2-1), siglando la rete del momentaneo 1-0 al minuto 49. Nell'estate 2013 ha firmato un pre-contratto con il Parma, squadra italiana militante in Serie A. Tuttavia, causa di un infortunio il trasferimento non si è concretizzato. Ha militato nel Sydney FC fino al 2015, totalizzando 69 presenze e 5 reti.

#### 2015-2019: dal PAOK al Melbourne Victory
Il 19 agosto 2015 si è trasferito in Grecia, firmando un contratto triennale con il Paok Salonicco. Il debutto con la niova maglia è avvenuto il 3 dicembre 2015, nell'incontro Chania-Paok Salonicco (2-6), gara valida per la Kypello Ellados. Nel settembre 2016 si è trasferito in prestito al Veria. Durante questa esperienza è sceso in campo una sola volta, nell'incontro di campionato Atromitos-Veria (1-0). Rientrato dal prestito, nel gennaio 2017 viene ceduto in prestito fino al termine della stagione al Western Sydney Wanderers, tornando così in patria dopo un anno e mezzo. Il debutto con i Wanderers è avvenuto il 28 gennaio 2017, nell'incontro di campionato Brisbane Roar-Western Sydney Wanderers (2-1). Ha collezionato in totale, con i Wanderers, 14 presenze e 3 reti. Tornato al PAOK, l'8 luglio 2017 viene ceduto a titolo definitivo al VVV-Venlo, squadra olandese neopromossa in Eredivisie. Il debutto con il club giallonero è avvenuto il 21 settembre 2017, nell'incontro di KNVB beker Blauw Geel '38-VVV-Venlo (0-3), gara in cui ha siglato la rete del definitivo 0-3 al minuto 41 del primo tempo. Il 3 gennaio 2018 si è trasferito al Melbourne Victory. Il debutto con la maglia dei Blues è avvenuto il successivo 6 gennaio, nell'incontro di campionato Melbourne Victory-Central Coast Mariners (1-1). Ha militato nel club di Melbourne per una stagione e mezza, totalizzando 53 presenze e 5 reti.

#### 2019-oggi: Suwon e ritorno al Western Sydney Wanderers
Il 25 luglio 2019 ha firmato un contratto triennale con il Suwon Samsung Bluewings, club coreano. Ha debuttato con la nuova maglia il 30 luglio 2019, nell'incontro di campionato Daegu-Suwon Samsung Bluewings (0-2). Ha militato nelle file dei Bluewings per tre stagioni, totalizzando 40 presenze. Il 25 luglio 2021 ha firmato un contratto con il Western Sydney Wanderers, club in cui aveva già militato nel 2017. Il nuovo debutto con la maglia dei Wanderers è avvenuto il 20 novembre 2021, nell'incontro di campionato Western Sydney Wanderers-Sydney FC (0-0).

### Nazionale
Ha debuttato in Nazionale maggiore il 3 dicembre 2012, in Hong Kong-Australia (3-1), subentrando a Brett Emerton al minuto 81. Ha partecipato, con la maglia dell'Australia, alla Coppa d'Asia 2015. Ha collezionato in totale, con la maglia della Nazionale maggiore, 3 presenze.

## Statistiche

### Presenze e reti nei club
Statistiche aggiornate al 1º luglio 2022.
| Stagione                        | Squadra                         | Campionato                      | Campionato | Campionato | Coppe nazionali | Coppe nazionali | Coppe nazionali | Coppe continentali | Coppe continentali | Coppe continentali | Altre coppe | Altre coppe | Altre coppe | Totale | Totale |
| Stagione                        | Squadra                         | Comp                            | Pres       | Reti       | Comp            | Pres            | Reti            | Comp               | Pres               | Reti               | Comp        | Pres        | Reti        | Pres   | Reti   |
| ------------------------------- | ------------------------------- | ------------------------------- | ---------- | ---------- | --------------- | --------------- | --------------- | ------------------ | ------------------ | ------------------ | ----------- | ----------- | ----------- | ------ | ------ |
| 2010-2011                       | Sydney FC                       | A                               | 5          | 0          | -               | -               | -               | AFCCL              | 0                  | 0                  | -           | -           | -           | 5      | 0      |
| 2011-2012                       | Sydney FC                       | A                               | 18+1       | 0+0        | -               | -               | -               | -                  | -                  | -                  | -           | -           | -           | 19     | 0      |
| 2012-2013                       | Sydney FC                       | A                               | 16         | 1          | -               | -               | -               | -                  | -                  | -                  | -           | -           | -           | 16     | 1      |
| 2013-2014                       | Sydney FC                       | A                               | 9+1        | 2+0        | -               | -               | -               | -                  | -                  | -                  | -           | -           | -           | 10     | 2      |
| 2014-2015                       | Sydney FC                       | A                               | 17+2       | 2+0        | FFAC            | 0               | 0               | -                  | -                  | -                  | -           | -           | -           | 19     | 2      |
| Totale Sydney FC                | Totale Sydney FC                | Totale Sydney FC                | 65+4       | 5+0        |                 | 0               | 0               |                    | 0                  | 0                  |             | -           | -           | 69     | 5      |
| 2015-2016                       | PAOK                            | SLE                             | 4+0        | 0+0        | KE              | 3               | 0               | EL                 | 0                  | 0                  | -           | -           | -           | 7      | 0      |
| 2016-gen. 2017                  | GAS Veria                       | SLE                             | 1          | 0          | KE              | 0               | 0               | -                  | -                  | -                  | -           | -           | -           | 1      | 0      |
| gen.-giu. 2017                  | Western Sydney                  | A                               | 10+1       | 0+1        | FFAC            | 0               | 0               | AFCCL              | 3                  | 2                  | -           | -           | -           | 14     | 3      |
| 2017-gen. 2018                  | VVV-Venlo                       | E                               | 0          | 0          | KNVB            | 2               | 1               | -                  | -                  | -                  | -           | -           | -           | 2      | 1      |
| gen.-giu. 2018                  | Melbourne Victory               | A                               | 14+3       | 0+1        | FFAC            | 0               | 0               | AFCCL              | 5                  | 0                  | -           | -           | -           | 22     | 1      |
| 2018-2019                       | Melbourne Victory               | A                               | 24+2       | 4+0        | FFAC            | 2               | 0               | AFCCL              | 3                  | 0                  | -           | -           | -           | 31     | 2      |
| Totale Melbourne Victory        | Totale Melbourne Victory        | Totale Melbourne Victory        | 38+5       | 4+1        |                 | 2               | 0               |                    | 8                  | 0                  |             | -           | -           | 53     | 5      |
| 2019                            | Suwon Bluewings                 | KL1                             | 11         | 0          | KFAC            | 4               | 0               | -                  | -                  | -                  | -           | -           | -           | 15     | 0      |
| 2020                            | Suwon Bluewings                 | KL1                             | 16         | 0          | KFAC            | 2               | 0               | AFCCL              | 1                  | 0                  | -           | -           | -           | 19     | 0      |
| 2021                            | Suwon Bluewings                 | KL1                             | 4          | 0          | KFAC            | 2               | 0               | -                  | -                  | -                  | -           | -           | -           | 6      | 0      |
| Totale Suwon Bluewings          | Totale Suwon Bluewings          | Totale Suwon Bluewings          | 31         | 0          |                 | 8               | 0               |                    | 1                  | 0                  |             | -           | -           | 40     | 0      |
| 2021-2022                       | Western Sydney                  | A                               | 21         | 1          | FFAC            | 0               | 0               | -                  | -                  | -                  | -           | -           | -           | 21     | 1      |
| 2022-2023                       | Western Sydney                  | A                               | 0          | 0          | FFAC            | 0               | 0               | -                  | -                  | -                  | -           | -           | -           | 0      | 0      |
| Totale Western Sydney Wanderers | Totale Western Sydney Wanderers | Totale Western Sydney Wanderers | 21         | 1          |                 | 0               | 0               |                    | -                  | -                  |             | -           | -           | 21     | 1      |
| Totale carriera                 | Totale carriera                 | Totale carriera                 | 180        | 12         |                 | 15              | 1               |                    | 12                 | 2                  |             | -           | -           | 207    | 15     |

### Cronologia presenze e reti in nazionale
| Cronologia completa delle presenze e delle reti in nazionale ― Australia | Cronologia completa delle presenze e delle reti in nazionale ― Australia | Cronologia completa delle presenze e delle reti in nazionale ― Australia | Cronologia completa delle presenze e delle reti in nazionale ― Australia | Cronologia completa delle presenze e delle reti in nazionale ― Australia | Cronologia completa delle presenze e delle reti in nazionale ― Australia | Cronologia completa delle presenze e delle reti in nazionale ― Australia | Cronologia completa delle presenze e delle reti in nazionale ― Australia |
| Data                                                                     | Città                                                                    | In casa                                                                  | Risultato                                                                | Ospiti                                                                   | Competizione                                                             | Reti                                                                     | Note                                                                     |
| ------------------------------------------------------------------------ | ------------------------------------------------------------------------ | ------------------------------------------------------------------------ | ------------------------------------------------------------------------ | ------------------------------------------------------------------------ | ------------------------------------------------------------------------ | ------------------------------------------------------------------------ | ------------------------------------------------------------------------ |
| 3-12-2012                                                                | Kowloon                                                                  | Hong Kong                                                                | 0 – 1                                                                    | Australia                                                                | Coppa dell'Asia orientale 2013                                           | -                                                                        | 81’                                                                      |
| 7-12-2012                                                                | Wanchai                                                                  | Guam                                                                     | 0 – 9                                                                    | Australia                                                                | Coppa dell'Asia orientale 2013                                           | -                                                                        |                                                                          |
| 9-12-2012                                                                | Wanchai                                                                  | Australia                                                                | 8 – 0                                                                    | Taiwan                                                                   | Coppa dell'Asia orientale 2013                                           | -                                                                        | 74’                                                                      |
| Totale                                                                   |                                                                          | Presenze                                                                 | 3                                                                        |                                                                          | Reti                                                                     | 0                                                                        |                                                                          |

## Palmarès

### Club

#### Competizioni nazionali
- Campionato australiano: 1

Melbourne Victory: 2017-2018
- Coppa di Corea del Sud: 1

Suwon Bluewings: 2019

### Nazionale
- Coppa d'Asia: 1

2015